# Історія кохання (фільм, 2002)
«Історія кохання» (фр. Décalage Horaire) — французький романтичний комедійний фільм 2002 року з Жульєт Бінош та Жаном Рено у головних ролях. Це другий фільм режисера Даніеля Томпсона після Season's Beatings (1999).

## Синопсис
У паризькому аеропорту Шарля де Голля французька візажистка і косметолог (Жульєт Бінош) по дорозі на нову роботу в Мексику випадково зустрічає французького кухаря (Жан Рено), який затримався на шляху до Німеччини з місця проживання в США. Робочі страйки, негода та чиста удача змушують їх обох ночувати у готелі аеропорту Хілтон. Їх початкова взаємна байдужість і відверта ворожість переростає у романтику та перегляд їхнього життя.

## Актори
- Жульєт Бінош у ролі Роуз
- Жан Рено у ролі Фелікса
- Сержі Лопес в ролі Серхіо
- Скалі Дельпейрат у ролі лікаря
- Карін Беллі у ролі оператора Air France
- Рауль Біллер у ролі батька Фелікса
- Надеж Боссон-Діань у ролі пасажира Руассі
- Аліса Тальйоні у ролі адміністратора
- Жером Кін у ролі Консьєржа
- Себастьян Лалану ролі Бармена
- Мішель Лепріоль у ролі Офіціанта
- M'bembo у ролі працівника поштового відділення

## Виробництво
Даніель Томпсон спочатку написав сценарій для Miramax Films на початку 90-х років разом із Ізабель Аджані в англомовній версії.
Томпсон отримав дозвіл на зйомки в аеропорту Шарля де Голля в Парижі до 11 вересня 2001 року. Після терактів дозвіл було відкликано. Тоді Томпсон отримав дозвіл використовувати аеропорт Лурда, але не був переконаний, що глядачі повірять, що це Шарль де Голль. Врешті-решт йому вдалося отримати доступ до Парижу на 10 знімальних днів. Решту знімали на знімальних майданчиках та в аеропорту Ліббі.
«Історія кохання» - це друга співпраця матері та сина, Даніеля Томпсона та Крістоф Томпсон, що займаються написанням сценаріїв після фільму 1999 року «La Bûche».
«Історія кохання» - одна з рідкісних комедій у кар'єрі Жульєт Бінош, після «Les Nanas» (1985), «Диван у Нью-Йорку» (1995) та «Шоколад» (2000).

## Критика
На Rotten Tomatoes фільм має рейтинг схвалення 56%, на основі 66 відгуків, із середнім рейтингом 5,8 / 10. Критичний консенсус сайту говорить: «Легка і пухнаста романтична комедія для шанувальників Жульєти Бінош та Жана Рено».  На Metacritic фільм має оцінку 53 із 100, базуючись на 28 критиках, вказуючи «змішані або середні відгуки». 

## Нагороди
| Нагорода / кінофестиваль | Категорія     | Одержувачі та номінанти | Результат |
| ------------------------ | ------------- | ----------------------- | --------- |
| Нагороди Сезар           | Краща актриса | Жульєт Бінош            | Номінація |